# Македонска патриотична организация „Белица“ (Сент Луис)
Македонската патриотична организация „Белица“ е секция на Македонската патриотична организация в Сент Луис, Мисури, САЩ. Основана е на 13 септември 1934 година. На събранието реч произнася Атанас Шинков от МПО „Илинден“. Първоначално членовете на дружеството са 18 души, сред които Христо Анастасов, който завежда канцеларията на информационното бюро на ЦК на МПО. Ръководството ѝ е в състав Майк А. Лондов (председател), Ангел Димитров (подпредседател), Христо Анастасов (секретар), Джеймс Джанов (касиер), а Борис Доков и Д. Базаков са съветници. Освен тях членове на секцията са Дина А. Лондова, Гиро Лондов, Стела Лондова, Мери Попчева, Петър Андреов, Петър Котов, Павел Димитров, Калиопа П. Анастасова, Иван Димитров, Коста Димитров, Н. Андров, С. Костов, семейство Анастасови.